# Castellaneta
Castellaneta é uma comuna italiana da região de Apúlia, província de Tarento, com cerca de 17.428 habitantes. Estende-se por uma área de 239 km², tendo uma densidade populacional de 73 hab/km². Faz fronteira com Ginosa, Gioia del Colle (BA), Laterza, Mottola, Palagianello, Palagiano.

## Demografia
| Variação demográfica do município entre 1861 e 2011                               |
|                                                                                   |
| Fonte: Istituto Nazionale di Statistica (ISTAT) - Elaboração gráfica da Wikipedia |